# Osvaldo Canobbio
Osvaldo Francisco Canobbio Pittaluga (Montevideo, 17 de febrero de 1973) es un exfutbolista uruguayo que jugaba como delantero. Su último equipo fue el Centro Atlético Fénix de la Primera División Profesional de Uruguay. Es padre del futbolista Agustín Canobbio.

## Trayectoria
Entre sus participaciones internacionales a nivel de clubes se encuentra la Copa Libertadores 1994 con Nacional, la Copa Sudamericana 2002 con [[Club de 
Deportes Cobreloa|Cobreloa]] y la Copa Mercosur 1999 con Racing .
En 2007 llegó al Liverpool uruguayo donde no destacó gratamente, solo anotando 4 goles en un partido contra Bella Vista.

## Selección nacional
Mientras jugaba en River Plate fue llamado a la Selección Uruguaya, para jugar la Copa Mundial de Fútbol Juvenil de 1991, en la cual vio acción contra Inglaterra y España.
Además fue convocado para un partido en la selección adulta en las Eliminatorias Sudamericanas para Francia 98 contra Ecuador.
En cuanto a partidos amistosos se encuentran 7 presencias, una en 1993 contra Alemania (0-5) y otras 6 en 1995 contra Colombia, donde anotó el único gol (1-2); Estados Unidos (2-2); Yugoslavia (0-1); Perú (1-0) y Nueva Zelanda en dos ocasiones, en un 7-0 donde anotó un gol y un 2-2.

### Participaciones en Copas del Mundo
| Mundial                | Sede     | Resultado    |
| ---------------------- | -------- | ------------ |
| Mundial Sub-20 de 1991 | Portugal | Primera fase |

## Clubes

### Como futbolista
| Club                    | País      | Año       |
| ----------------------- | --------- | --------- |
| River Plate             | Uruguay   | 1988-1993 |
| Nacional                | Uruguay   | 1994-1995 |
| Newell's Old Boys       | Argentina | 1995-1996 |
| Deportivo Español       | Argentina | 1997-1998 |
| Talleres                | Argentina | 1998-1999 |
| Racing Club             | Argentina | 1999-2001 |
| Huracán                 | Argentina | 2001      |
| Cobreloa                | Chile     | 2002      |
| Yunnan Hongta F.C.      | China     | 2003      |
| River Plate             | Uruguay   | 2004-2006 |
| Olimpia                 | Honduras  | 2007      |
| Liverpool               | Uruguay   | 2007-2008 |
| Cerro Largo             | Uruguay   | 2008-2009 |
| Juventud de Las Piedras | Uruguay   | 2009-2010 |
| Fénix                   | Uruguay   | 2010      |

### Como entrenador
| Club             | País    | Año       |
| ---------------- | ------- | --------- |
| El Tanque Sisley | Uruguay | 2013-2015 |

## Palmarés

### Campeonatos nacionales
| Título                      | Club        | País    | Año  |
| --------------------------- | ----------- | ------- | ---- |
| Segunda División de Uruguay | River Plate | Uruguay | 2004 |